# Rhyacophila margaritae
Rhyacophila margaritae là một loài Trichoptera trong họ Rhyacophilidae. Chúng phân bố ở miền Cổ bắc.